# Bascom (Ohio)
Bascom é um lugar designado pelo censo localizado no condado de Seneca no estado estadounidense de Ohio. No Censo de 2010 tinha uma população de 390 habitantes e uma densidade populacional de 99,46 pessoas por km².

## Geografia
Bascom encontra-se localizado nas coordenadas 41° 07′ 45″ N, 83° 17′ 13″ O. Segundo a Departamento do Censo dos Estados Unidos, Bascom tem uma superfície total de 3.92 km², da qual 3.92 km² correspondem a terra firme e (0%) 0 km² é água.

## Demografia
Segundo o censo de 2010, tinha 390 pessoas residindo em Bascom. A densidade populacional era de 99,46 hab./km². Dos 390 habitantes, Bascom estava composto pelo 99.49% brancos, o 0% eram afroamericanos, o 0% eram amerindios, o 0% eram asiáticos, o 0% eram insulares do Pacífico, o 0% eram de outras raças e o 0.51% pertenciam a duas ou mais raças. Do total da população o 1.79% eram hispanos ou latinos de qualquer raça.